# Bezbozhnik (revista)
Bezbozhnik (Ruso: «Безбожник», lit. 'la sin Dios' o 'la atea') fue una revista ilustrada, órgano del Sóviet Central y del Sóviet del Óblast de Moscú de la Sociedad de los Sin Dios.
La revista se publicó en Moscú desde marzo de 1925 hasta junio de 1941. De 1926 a 1932 la revista se publicó dos veces al mes. En otros años, la revista se publicaba una vez al mes. De 1926 a 1932 el redactor jefe de la revista fue Yemelián Yaroslavski. De 1933 a 1941 el redactor jefe de la revista fue F. M. Putintsev. La revista fue diseñada para el lector trabajador en general. En sus páginas se imprimieron artículos, ensayos, obras de ficción. La revista criticó la religión desde el punto de vista del marxismo. Además, la revista cubrió la experiencia del trabajo ateo de las células de la Sociedad de los Sin Dios. La revista incluía obras de los dibujantes N. F. Denisovsky,  M. M. Cheremnykh, D. S. Moor, K. S. Eliseev y otros.  La circulación de la revista Bezbozhnik alcanzó los 200 mil ejemplares. 

## Véase también

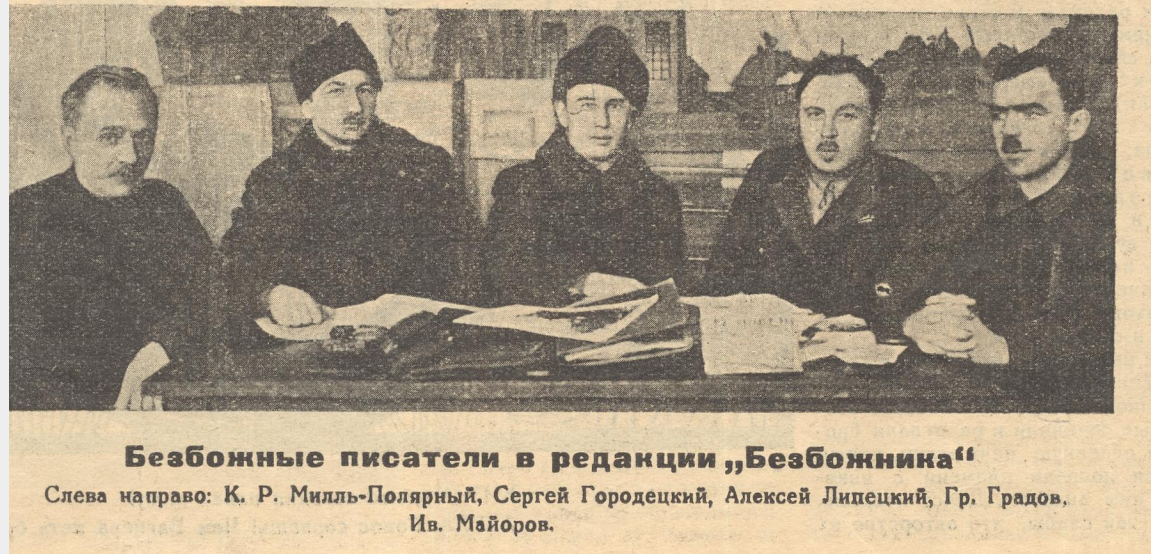
Escritores ateos en la redacción de Bezbozhnik. De izquierda a derecha: KR Mill-Polyarny, Sergey Gorodetsky, Alexey Lipetskiy, Gr. Gradov, Iv. Mayorov